# Felix Kaplan
Felix Kaplan (Vilnius, 1946) is een voormalig Litouws tenniskampioen, gepensioneerd docent Russisch en Ruslandkunde van de Universiteit Leiden, tenniscoach, schrijver en publicist. Hij emigreerde in de jaren zeventig naar Nederland.
Kaplan groeide op onder het communistische regime van de Sovjet-Unie. Zijn vader was schrijver en zat in een goelagkamp. Zijn moeder was gelovig en lid van de pinkstergemeente. In Nederland schreef hij verhalen en romans, veelal onder het pseudoniem Kirill Gradov en meestal niet in het Nederlands, zijn boeken zijn vertaald.
Als tennisser was hij onder meer kampioen van zijn geboorteland Litouwen en speler van het Israëlische Davis Cup-team. Als toptenniscoach begeleidde hij nationaal kampioenen. Kaplan heeft sinds de jaren tachtig van de 20e eeuw een eigen tennisschool waar hij zijn eigen tennistheorie 'Kaplanetics' doceert. Hij geeft les op de banen van het Amsterdamse Amstelpark.

## Publicaties als schrijver/publicist
- Veel geluk kameraad. 1977, onder pseudoniem, ISBN 90-6005-129-7
- Met schuine en begerige ogen. 1984, onder pseudoniem, ISBN 90-351-0102-2
- Aan de grond. 1986, onder pseudoniem, ISBN 90-351-0237-1
- Het wonderkind en andere tennisverhalen. 1988, onder pseudoniem, ISBN 90-351-0602-4
- Moskou retour. 1998, onder eigen naam, ISBN 90-388-4014-4

## Prestaties als tennisser
| Legenda | Legenda                          |
| ------- | -------------------------------- |
| g.t.    | geen toernooi gehouden           |
| l.c.    | lagere categorie                 |
| –       | niet deelgenomen                 |
| G       | uitgeschakeld in de groepsfase   |
| 1R      | uitgeschakeld in de eerste ronde |
| 2R      | uitgeschakeld in de tweede ronde |
| 3R      | uitgeschakeld in de derde ronde  |
| 4R      | uitgeschakeld in de vierde ronde |
| KF      | uitgeschakeld in de kwartfinale  |
| HF      | uitgeschakeld in de halve finale |
| F       | de finale verloren               |
| W       | het toernooi gewonnen            |
| w-v     | winst/verlies-balans             |

Op de grandslamtoernooien deed Kaplan een keer mee. Dit was in het dubbelspel in 1974 op Roland Garros waar hij in de eerste ronde verloor.

### Prestatietabel grand slam, dubbelspel
| Toernooi        | 1974 |
| --------------- | ---- |
| Australian Open | –    |
| Roland Garros   | 1R   |
| Wimbledon       | –    |
| US Open         | –    |